# Oscaecilia hypereumeces
Espèce
Statut de conservation UICN

 DD  : Données insuffisantes
Oscaecilia hypereumeces est une espèce de gymnophiones de la famille des Caeciliidae.

## Répartition
Cette espèce est endémique de la municipalité de Joinville dans l'État de Santa Catarina au Brésil. Elle se rencontre à environ 300 m d'altitude.

## Publication originale
- Taylor, 1968 : The Caecilians of the World: A Taxonomic Review. Lawrence, University of Kansas Press.